# Hydrolagus marmoratus
Hydrolagus marmoratus är en broskfiskart som beskrevs av Didier 2008. Hydrolagus marmoratus ingår i släktet Hydrolagus och familjen havsmusfiskar. Inga underarter finns listade i Catalogue of Life.
Denna fisk förekommer i havet öster om Australien vid delstaterna New South Wales och Queensland. Den vistas i områden som ligger 550 till 1000 meter under havsytan. Kroppslängden utan svans är omkring 40 cm och med svans blir arten upp till 80 cm lång. Honor lägger antagligen ägg.
Ett fåtal exemplar hamnar som bifångst i fiskenät. Inga andra hot är kända. IUCN kategoriserar arten globalt som livskraftig (LC).